# Вівчарик світлоногий
Вівча́рик світлоногий (Phylloscopus tenellipes) — вид горобцеподібних птахів родини вівчарикових (Phylloscopidae). Гніздиться в Північно-Східній Азії, зимує в Південно-Східній Азії. Раніше вважався конспецифічним з сахалінським вівчариком.

## Опис

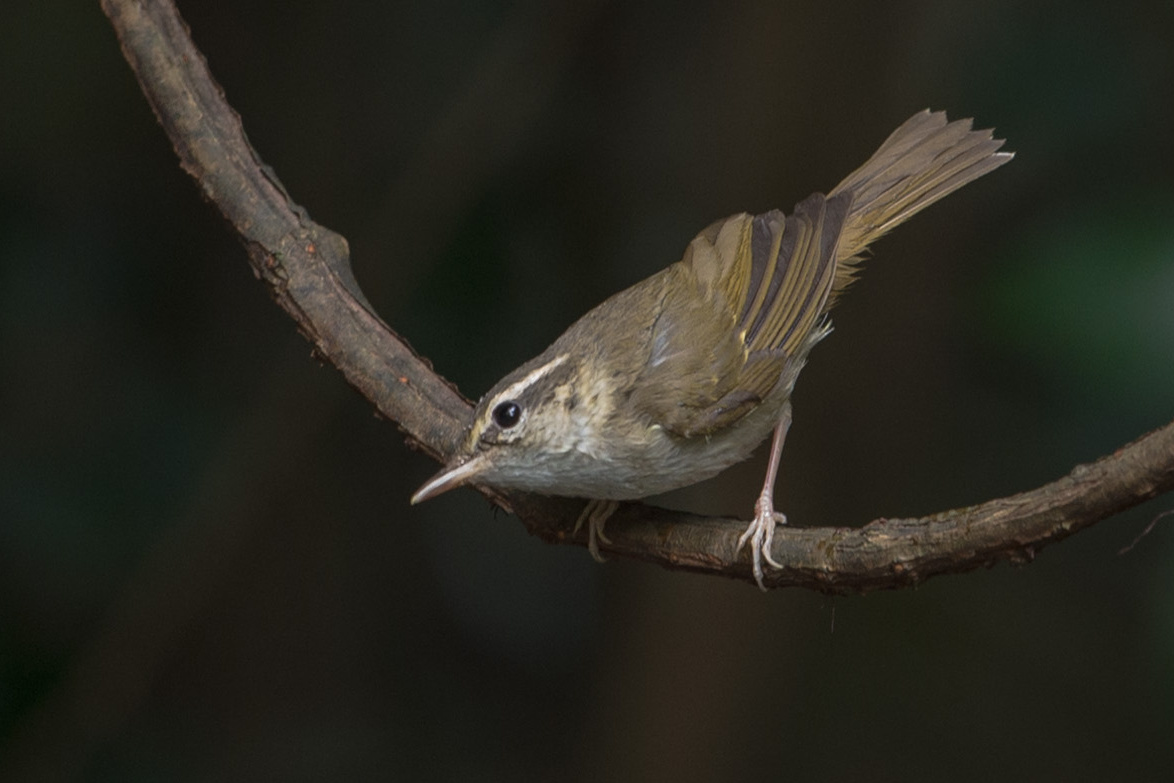
Світлоногий вівчарик

Довжина птаха становить 12-13 см. Верхня частина тіла коричнева, тім'я і потилиця контрастно сірувато-коричневі. Над очима довгі, контрастно білі "брови". Через очі ідуть темно-коричневі смуги, за очима вони ширші. Щоки блідо-коричневі, горло білувате. Груди і живіт білуваті з легким коричнюватим або жовтуватим відтінком. Надхвістя світло-оливково-коричневі, гузка біла. Лапи сірувато-жовто-зеленуваті, світлі.

## Поширення і екологія
Світлоногі вівчарики гніздяться на Далекому Сході Росії (Приморський і Хабаровський край, іноді на сході Амурської області), на північному сході Китаю (Хейлунцзян, Цзилінь, Ляонін) та на півночі Кореї. Взимку вони мігрують до М'янми, Таїланду, Камбоджі, південних Лаосу і В'єтнаму та північної Малайзії, на міграції зустрічавються в Південній Кореї, Японії і на Тайвані. Світлоногі вівчарики живуть в широколистяних і мішаних лісах з густим підліском, в рідколіссях і верболозах на берегах річок. На плоскогір'я Чанбайшань гніздяться на висоті до 1800 м над рівнем моря, зимують в рівнинних тропічних лісах і мангрових заростях на висоті до 1000 м над рівнем моря. Живлятьмя дрібними комахами та іншими безхребетними. Гніздо кулеподібне, розміщується на землі, серед коріння дерев і опалого листя. В кладці 5-6 яєць, інкубаційний період триває 12 днів.